# کینگ ویدور
 کینگ ویدور (انگلیسی: King Wallis Vidor؛ زاده ۸ فوریهٔ ۱۸۹۴ درگذشته ۱ نوامبر ۱۹۸۲) کارگردان اهل ایالات متحده آمریکا بود.
وی بین سال‌های ۱۹۱۳ تا ۱۹۸۰ میلادی فعالیت می‌کرد و طولانی‌ترین دورهٔ فیلم‌سازی را داراست که در حدود ۶۷ سال بود.

کینگ ویدور جمعاً ۳۱ فیلم کوتاه و ۵۷ فیلم بلند ساخته است و تاریخ سینما از او به نیکی یاد می‌کند. فیلمهایش هرچند آثار درخشانی نیستند و چند اثر تجاری معمولی در کاریر از دیده می‌شود اما با همین حال وی یکی از اولین کسانی است که ایده تألیف سینمایی را بکار می‌برد. سینمای مولف به آثاری اطلاق می‌شود که کارگردان تنها خالق فیلم است و از ایده فکر دیگری در ساختن فیلم استفاده نشده است. خود «کینگ ویدور» در این مورد می‌گوید:
فیلم باید به وضوح کامل ترجمان بصری افکار مولف خود باشد. اگر ایده فیلمساز با واسطه ی افکار دیگران جریان یابد و جای پای اشخاص دیگری را داشته باشد بر پرده سینما به‌نحوی کاملا متفاوت با اصل و منشاء خود نقش خواهد بست ... بنظر من این اشتباه بزرگی است اگر تصور کنیم که فیلم با یک قلم و یک قطعه کاغذ ساخته می‌شود این غیر ممکن است فیلم باید با دوربین ترکیب شود ریشه اصلی اشتباه و انحراف در اینجاست که بعضی فیلم را از دریچه یک رمان یا یک نمایشنامه می‌بینند در حالی که نه این است و نه آن.
کینگ ویدور همواره به‌‌عنوان یک استاد و مردی که دستمایه آثارش را قدرت و اندیشه تشکیل داده معروف است. در بررسی مجموع آثار ویدور به این نکته بر می‌خوریم که این فیلمساز بزرگ همیشه نمایشگر محیط خود بوده است. ویدور در طول دوران درخشان فعالیت خویش نشان داد که محیط و فضای زندگی چگونه در جنبه‌های مادی و به‌خصوص اخلاقی حیات انسان تأثیر می‌گذارد یا زیبایی در نزد ویدور به معنای کامل خود مصداق دارد، وی برای زیبایی اهمیت فراوانی قائل است و سعی می‌کند با انتخاب مناسب هر عامل به اثر خود و به‌صورت ظاهر آن جلوه‌ای زیبا و شایسته بدهد. جنبه جسمانی عشق (اروتیسم) هم هیچگاه از نظر ویدور برکنار نمانده است. ویدور این جنبه را پذیرفته و تقریباً در همه فیلمهای خود به‌جای چاشنی‌های لطیف عشقی از آن استفاده کرده است. شاید برای ایدئولوژی واقع‌بینانه‌ای ویدور اروتیسم مناسبتر از عشق افلاطونی باشد. دید مادی در آثار ویدور کاملاً مشهود است با این که این کارگردان سالها در کتب مقدس ممارست کرد و بارها آماده ی ساختن یک فیلم انجیلی شد تنها اثری که در این زمینه ساخت «سلیمان و ملکه سبأ» بود که بیشتر زمینی است تا آسمانی.

## گزیدهٔ فیلم‌شناسی
- سلیمان و سبا (۱۹۵۹)
- جنگ و صلح (۱۹۵۶)
- جدال در آفتاب (۱۹۴۶)
- رفیق ایکس (۱۹۴۰)
- دژ (۱۹۳۸)
- استلا دالاس (۱۹۳۷)
- نان روزانه ما (۱۹۳۴)
- قهرمان (۱۹۳۱)
- نه آن‌قدر احمق (۱۹۳۰)
- نمایش مردم (۱۹۲۸)
- مردم عادی (۱۹۲۸)
- آسیاب سرخ (۱۹۲۷)
- خوشبختی (۱۹۲۴)
- من یک مرد هستم (۱۹۱۸)